# Hyponerita rosaceata
Hyponerita rosaceata är en fjärilsart som beskrevs av Watson och Goodger 1982. Hyponerita rosaceata ingår i släktet Hyponerita och familjen björnspinnare. Inga underarter finns listade i Catalogue of Life.